# Little White Lies (periodico)
Little White Lies è una rivista britannica di cinema, a cadenza bimestrale, pubblicata a partire dall'aprile 2005.
È divisa in sei capitoli: la recensione principale, l'introduzione editoriale, una serie di articoli correlati al film cui l'edizione è dedicata (anche il design è fortemente influenzato da tale aspetto), altre recensioni cinematografiche, la Back Section e le anticipazioni sulle pellicole non ancora distribuite.
Il sistema utilizzato dalla rivista per valutare i film è tripartito in attesa, piacere e esame retrospettivo (in inglese Anticipation, Enjoyment, In Retrospect); ciascuna voce ha poi un giudizio crescente da 1 a 5, accompagnato da un testo esemplificativo.